# Nuria Alabao
Nuria Alabao (Valencia, 1976) es una periodista, investigadora y antropóloga española especializada en feminismos. Colabora como analista política en diferentes medios digitales. Ha escrito varios libros y participado en libros colectivos en torno a los temas objeto de sus investigaciones.

## Actividad periodística e investigadora
Nuria Alabao estudió periodismo en la Universidad Pompeu Fabra de Barcelona donde se licenció en el año 1999. Más tarde, en 2014, se doctoró en Antropología Social y Cultural por la Universidad de Barcelona. Escribe opinión y análisis políticos en diferentes medios digitales conjugando periodismo e investigación. 
Alabao entiende el periodismo como motor de cambio social ejercido desde el pensamiento crítico y el compromiso social.Con esta orientación, en el año 2018 entró a formar parte del consejo editorial de la revista CTXT asumiendo también el cargo de responsable de la sección de feminismos. En noviembre de 2019 se incorporó como colaboradora habitual en el diario digital catalán Ara. Asimismo, ha colaborado en ElDiario.es y en publicaciones como la prestigiosa revista británica de análisis político New Left Review, o La Maleta de Portbou, de Humanidades y Economía.
De manera paralela y complementaria, Alabao desarrolla una labor investigadora en espacios autónomos, vinculados a los denominados "laboratorios de ideas" y el pensamiento crítico desde los movimientos sociales, como la Fundación de los Comunes o el Grup de Recerca sobre Exclusió i Control Socials de la Universitat de Barcelona.
Sus ámbitos de investigación giran en torno al feminismo, con especial interés en las cuestiones de clase, la crítica a la familia y al trabajo. Asimismo, ha analizado el antifeminismo de la extrema derecha, los entrecruzamientos de la reacción conservadora con las cuestiones de género y el impacto del feminismo en el nuevo municipalismo que emergió en el 2015 de candidaturas ciudadanas progresistas que hunden sus raíces en el ciclo de movilizaciones surgidas a partir del 15M. También ha analizado y adoptado una postura crítica frente las derivas punitivistas dentro de cierto feminismo que considera reaccionario. Sobre estos temas ha impartido conferencias, ha escrito artículos y colaborado en obras colectivas, entre las que cabe destacar Un feminismo del 99% (2018), Familia, raza y nación en tiempos de posfascismo (2020) o Alianzas rebeldes (2021).

## Principales  publicaciones
Libros

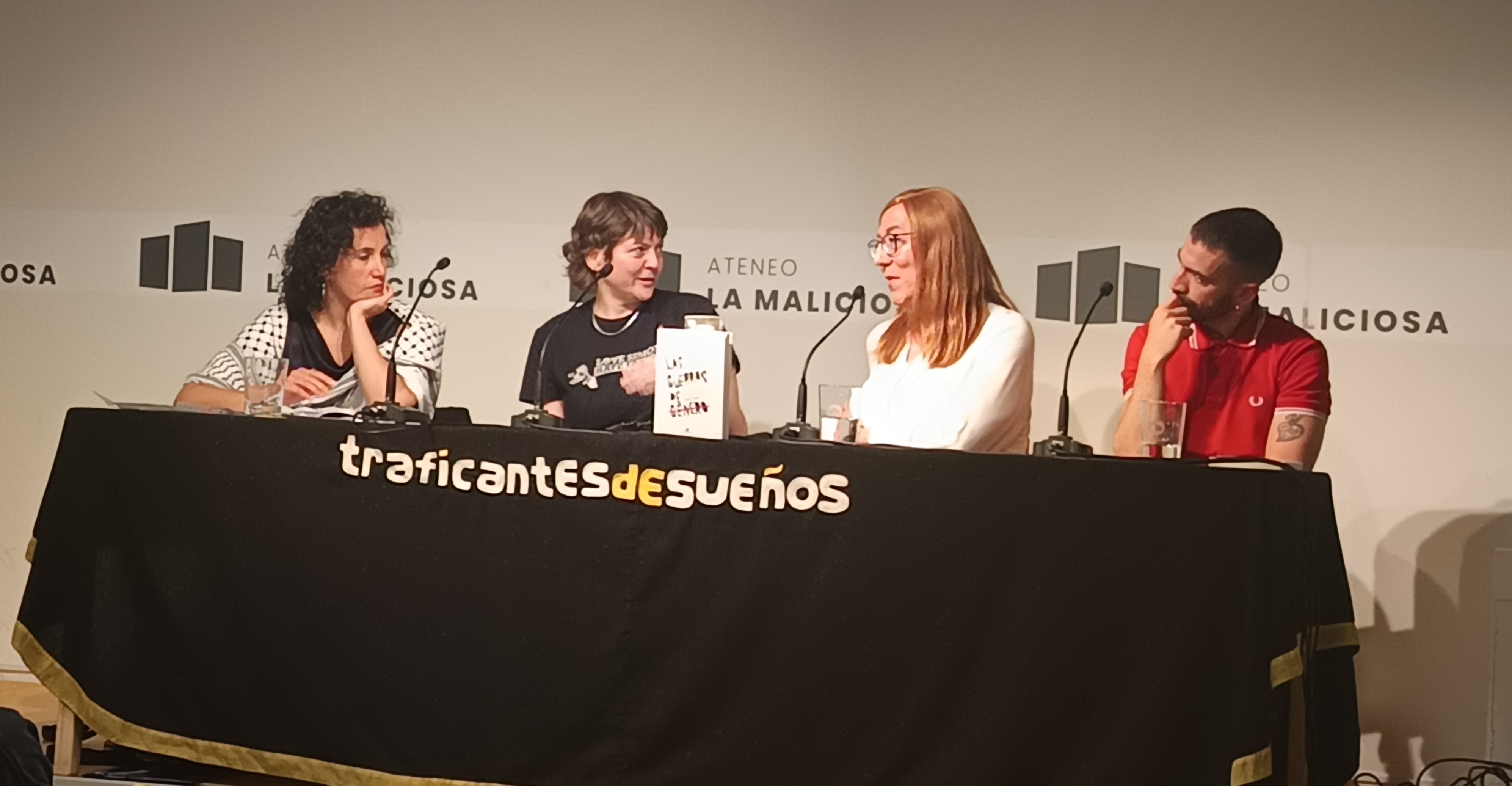
Nuria Alabao en la presentación de su libro "Las guerras de género" junto a Amelia Martínez -Lobo, Marina Echevarría Sáenz y Charlie Moya en el Ateneo La Maliciosa, Madrid 22 de mayo de 2025.

(2025) Las guerras de género. La política sexual de las derechas radicales. Katakrak.
(2024) Las fronteras de la salud. La tuberculosis, la salud y sus metáforas. Bellaterra.
Artículos de revistas
- (2022) Por una democracia feminista (siempre por hacer). Nueva Sociedad N.º 298
- (2020) Una renda bàsica per més enllà d’un món que s’acaba. Revista Barcelona Societat, nº26.
- (2019) Renta básica e individualismo: una relación compleja. Minerva N.º 32

### Obras colectivas
- (2021) ¿A quién libera el feminismo? Clase, reproducción social y neoliberalismo. En Alianzas rebeldes. El feminismo  más allá de la identidad. Bellaterra.
- (2020) Defender a la familia contra migrantes y mujeres: convergencias entre antifeminismo y soberanismo. En Familia, raza y nación en tiempos de posfascismo. Traficantes de Sueños.
- (2020) Las guerras de género: La extrema derecha contra el feminismo. En De los neocón a los neonazis: La derecha radical en el Estado español. Rosa Luxemburg Stiftung.
- (2020)  El fantasma de la teoría queer sobrevuela el feminismo. En Transfeminismo o barbarie. Kaótica Libros.
- (2019) Cómo construir un feminismo del 99%. En Cómo puede cambiar el mundo el feminismo. Lengua de Trapo.
- (2019) ¿Por qué el neofascismo es antifeminista? En Neofascismo. La Bestia neoliberal. Siglo XXI.
- (2019)  Luchar en tiempos de las identidades oscuras, introducción al libro de Miguel Urbán La emergencia de Vox: apuntes para combatir a la extrema derecha española. Sylone.
- (2019) Madres y abuelas: heroínas silenciosas de lo cotidiano. En Los Cuidados. Libros en Acción.
- (2018) Aprender a amar en el s. XXI: lo que nos enseñó el feminismo. En (H)amor 3: celos y culpas. Editorial Continta Me Tienes.
- (2018) Madres y abuelas: heroínas silenciosas de lo cotidiano. En Los cuidados: sabores y experiencias para cuidar los barrios que habitamos. Libros en Acción.
- (2018) Género y fascismo: la renovación de la extrema derecha europea. En El feminismo del 99%. Lengua de Trapo & Ctxt.[19]